# Centrocnemidinae
Centrocnemidinae – podrodzina pluskwiaków z podrzędu różnoskrzydłych i rodziny zajadkowatych.
Takson ten został wprowadzony w randze podrodziny przez N. C. E. Millera. Na podstawie badań z zakresu morfologii porównawczej i filogenetyki włącza się tę podrodzinę do kompleksu podrodzin "Phymatine complex" w obrębie zajadkowatych.
Zajadkowate z tej podrodziny charakteryzują się, podobnie jak Hammacerinae, widocznym podziałem kłujki (wargi dolnej) na cztery segmenty oddzielone błoną. Centrocnemidinae wyróżniają się od Hammacerinae jednolitą, niepodzieloną nóżką (2. członem) czułka i kątami barkowymi przedplecza w formie silnych kolców. Ciało mają tęgie, około 25 mm długie, guzkowane, a zakrywkę półpokryw z dwiema wydłużonymi komórkami. W fossa spongiosa wyposażone są golenie odnóży przedniej oraz środkowej pary, przy czym na środkowych struktura ta jest dłuższa.
Wszystkie znane gatunki współczesne zasiedlają krainę orientalną, a ponadto w bursztynie bałtyckim znaleziono okazy mogące należeć do tej podrodziny. Większość gatunków spotyka się na pniach drzew.
Podrodzina ta obejmuje 33 współczesne gatunki, które zgrupowane są w cztery rodzaje:
- Centrocnemis Signoret, 1852
- Centrocnemoides Miller, 1956
- Neocentrocnemis Miller, 1956
- Paracentrocnemis Miller, 1956